# Küstenlandschaft Ost-Sylt
Küstenlandschaft Ost-Sylt este o arie protejată (arie specială de conservare — SAC, sit de importanță comunitară — SCI) din Germania întinsă pe o suprafață de 380 ha, integral pe uscat.

## Localizare
Centrul sitului Küstenlandschaft Ost-Sylt este situat la coordonatele 54°53′02″N 8°24′07″E / 54.8839°N 8.4019°E.

## Înființare
Situl Küstenlandschaft Ost-Sylt a fost declarat sit de importanță comunitară în septembrie 2004 pentru a proteja un număr necunoscut de specii din flora spontană și fauna sălbatică aflate în arealul zonei. Situl a fost protejat și ca arie specială de conservare în ianuarie 2010.

## Biodiversitate
Situată în ecoregiunea atlantică, aria protejată conține 15 habitate naturale: Lagune de coastă, Vegetație anuală la limita mareei, Vegetație perenă pe țărmurile stâncoase, Faleze cu vegetație de pe coastele atlantice și baltice, Salicornia și alte specii anuale care populează regiunile mlăștinoase și nisipoase, Pajiștile Spartina (Spartinion maritimae), Pășuni atlantice udate de apa mării (Glauco-Puccinellietalia maritimae), Dune mobile de-a lungul țărmului cu Ammophila arenaria („dune albe”), Dune de coastă fixe cu vegetație erbacee („dune gri”), Dune fixe decalcificate cu Empetrum nigrum, Depresiuni intradunale umede, Pajiști umede nord-atlantice cu Erica tetralix, Pajiști uscate europene, Formațiuni ierboase bogate în specii de Nardus, dezvoltate pe substraturi silicioase în zone montane (și în zone submontane, în Europa continentală), Mlaștini turboase de tranziție și turbării mișcătoare.
La baza desemnării sitului se află un număr nedeclarat de specii protejate:
Pe lângă speciile protejate, pe teritoriul sitului au mai fost identificate 1 specie de amfibieni.